# 유태교 살인 사건
《유태교 살인 사건》(영어: A Stranger Among Us)은 미국에서 제작된 시드니 루멧 감독의 1992년 범죄 드라마 영화이다. 멜러니 그리피스 등이 출연하였고, 스티브 골린 등이 제작에 참여하였다.

## 줄거리
하시딤 다이아몬드 세공사가 살해되자 뉴욕 형사 에밀리는 사건을 해결하기 위해 하시딤 공동체를 조사해나간다.

## 출연
- 멜러니 그리피스 - 에밀리 이든 역
- 에릭 톨 - 아리엘 역
- 미아 세라 - 레아 역
- 트레이시 폴런 - 마라 역
- 리 리처드슨 - 유대인 학교 교사 역
- 존 팬코 - 러빈 역
- 제이미 셰리든 - 닉 역
- 제임스 갠돌피니 - 앤서니 밸더새리 역
- 제이크 웨버 - 크리스토퍼 밸더새리 역
- 데이비드 마귤리스 - 올리버 경위 역
- 리나 소퍼 - 셰이나 싱거 역

## 기타 제작진
- 공동 제작: 수전 타
- 라인 제작: 버트 해리스
- 협력 제작: 릴리스 제이컵스
- 미술: 필립 로젠버그
- 의상: 게리 존스, 앤 로스